# Dysschema hilara
Dysschema hilara är en fjärilsart som beskrevs av Gustav Weymer 1895. Dysschema hilara ingår i släktet Dysschema och familjen björnspinnare. Inga underarter finns listade i Catalogue of Life.